# Heliocis repanda
Heliocis repanda är en skalbaggsart som först beskrevs av Horn 1896.  Heliocis repanda ingår i släktet Heliocis och familjen blombaggar. Inga underarter finns listade i Catalogue of Life.